# ديمتري غاغ
ديمتري فلاديميروفيتش غاغ ((بالقازاقية: Дмитрий Владимирович Гааг)‏) (من مواليد 20 مارس 1971) هو لاعب سباق ثلاثي من كازاخستان.
شارك في دورة الألعاب الآسيوية 2006 في الدوحة بقطر.

## روابط خارجية
- ديمتري غاغ على موقع اتحاد الترياتلون الدولي (الإنجليزية)
- ديمتري غاغ على موقع IAT Triathlon Database (الإنجليزية)
- ديمتري غاغ على موقع اللجنة الأولمبية الدولية (الإنجليزية)
- ديمتري غاغ على موقع أوليمبيديا (الإنجليزية)